# Alestes dentex
Alestes dentex és una espècie de peix de la família dels alèstids i de l'ordre dels caraciformes.

## Morfologia
- Els mascles poden assolir 55 cm de longitud total[4] i 600 g de pes.[5]
- Nombre de vèrtebres: 45-48.[6]

## Subespècies
- Alestes dentex dentex (riu Nil)
- Alestes dentex sethente (Àfrica Occidental)[6]

## Alimentació
És omnívor: menja llavors, zooplàncton, insectes i alevins.

## Hàbitat
És un peix d'aigua dolça i de clima tropical (24 °C-27 °C).

## Distribució geogràfica
Es troba a Àfrica.